# Canal de Zanzibar

O Canal de Zanzibar separa o continente africano do Arquipélago de Zanzibar.

O Canal de Zanzibar é uma passagem no Oceano Índico entre a costa da Tanzânia (África Oriental) e o Arquipélago de Zanzibar.
A profundidade do canal não excede os 100 metros e tem largura aproximada de 40 km. A cidade de Dar es Salaam fica no seu extremo sul
O canal de Zanzibar encontra-se na zona de clima tropical caracterizado por duas estações de chuvas separadas por seis meses e vindas do sudeste e nordeste.